# Rola herbowa

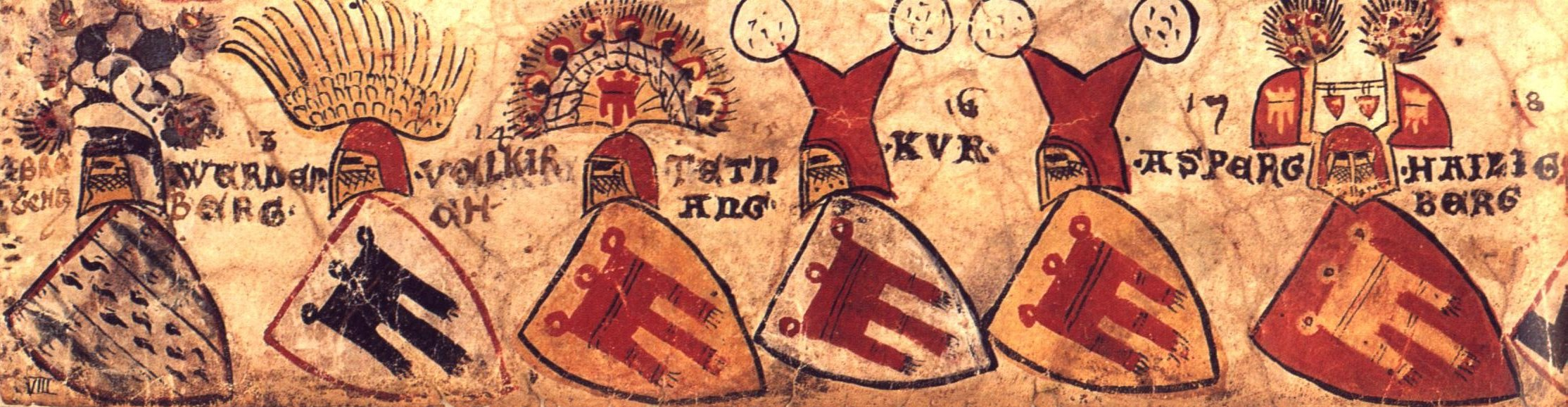
herby pfalzgrafów Tübingi, "Zürcher Wappenrolle", 1330/1340

Rola herbowa – najwcześniejsza forma herbarza, powstała w XIII w. 
Role herbowe w formie zwojów pergaminowych z barwnymi wizerunkami herbów i imionami ich posiadaczy sporządzali z okazji turniejów rycerskich heroldowie. Po zaniku turniejów przekształciły się w formę współczesnych herbarzy, często zachowujących tradycyjną nazwę roli herbowej. Stanowią źródło badania heraldyki wieków średnich.